# Ormándlak
Ormándlak község Zala vármegyében, a Zalaegerszegi járásban, a Zalai-dombság területén, a Göcsejben. A településen polgárőrség működik.

## Fekvése
Gombosszegtől keletre fekvő település. Közigazgatási területének szélét érinti a Zalaegerszeg-Nagylengyel-Nova közt húzódó 7401-es út, utóbbiból Nagylengyel keleti részén indul Ormándlak központjába a 74 119-es számú mellékút; de egy számozatlan alsóbbrendű út is kiágazik a település felé ugyanebből az útból, Nagylengyeltől délre.

## Története
Ormándlak Árpád-kori település. A falu és környéke az őskor óta lakott hely. Nevét az írásos források 1260-ban említették először. Első ismert birtokosa az Ormándi család volt, melynek itt a 16. század végéig voltak birtokai. A 17. században már több családnak is volt itt birtoka, így a 20. század közepéig a Bagodi, Naypár, Hertelendy, Köhler, Andrási, Waisbecker, gróf Somssich és a Dervalics családnak is.
Az 1910-ben végzett népszámláláskor Ormándlaknak 229 magyar, római katolikus vallású lakosa volt. A falu ekkor Zala vármegye Novai járásához tartozott.

## Közélete

### Polgármesterei
- 1990–1994: Horváth Imre (független)[4]
- 1994–1998: Horváth Imre (független)[5]
- 1998–2002: Gombos Péter (független)[6]
- 2002–2004: Méry Zoltán (független)[7]
- 2005–2006: Méry Zoltán (független)[8]
- 2006–2010: Méry Zoltán (független)[9]
- 2010–2014: Méry Zoltán (független)[10]
- 2014–2019: Horváth Norbert (független)[11]
- 2019–2024: Horváth Norbert (független)[12]
- 2024– : Horváth Norbert (független)[1]

A településen 2005. január 30-án időközi polgármester-választást (és képviselő-testületi választást) tartottak, az előző képviselő-testület önfeloszlatása miatt. A választáson az addigi polgármester is elindult és meg is nyerte azt.

## Népesség
A település népességének változása:
| Lakosok száma | 122  | 115  | 111  | 101  | 103  | 102  | 104  |
|               | 2013 | 2014 | 2015 | 2021 | 2022 | 2023 | 2024 |

A 2011-es népszámlálás idején a nemzetiségi megoszlás a következő volt: magyar 86,9%, cigány 10,1%. A lakosok 67,2%-a római katolikusnak, 27,9% felekezeten kívülinek vallotta magát (3,3% nem nyilatkozott).
2022-ben a lakosság 98,1%-a vallotta magát magyarnak, 3,9% cigánynak, 1% németnek, 1% egyéb, nem hazai nemzetiségűnek (1,9% nem nyilatkozott; a kettős identitások miatt a végösszeg nagyobb lehet 100%-nál). Vallásuk szerint 58,3% volt római katolikus, 1% református, 1% evangélikus, 7,8% felekezeten kívüli (32% nem válaszolt).

## Nevezetességei
- Római katolikus temploma - A Szentháromságról és Nagyboldogasszonyról elnevezett barokk templom 1769-ben épült. Szentélyének faliképeit 1781–1785 között id. Dorffmaister István készítette. A jellemzően 19–20. századi templomot Bagodi András építtette 1769-ben, 1991-ben lett helyreállítva.